# Mamerto Urriolagoitía
Mamerto Urriolagoitía Harriague, né le 5 décembre 1895 à Sucre et mort le 4 juin 1974 dans la même ville, est un homme d'État bolivien. Il est président de la Bolivie d'octobre 1949 à mai 1951 et vice-président du même pays de mars 1947 à octobre 1949.

## Biographie

### Jeunesse et débuts en politique
Mamerto Urriolagoitía est né le 5 décembre 1895 à Sucre, la capitale constitutionnelle de la Bolivie. Avocat de profession, il complète ses études de droit à l'université San Francisco Xavier de Sucre et se spécialise ensuite en droit international à l'université de la Sorbonne de Paris. Par la suite, il passe vingt ans au Royaume-Uni en tant que chargé d'affaires et consul, représentant son pays à Londres.
En 1937, il revient en Bolivie et occupe la fonction de sénateur à deux reprises avant d'agir comme vice-président de la République en 1947 sous la présidence d'Enrique Hertzog. Il devient président de la République par succession constitutionnelle en octobre 1949 lors de la démission du président Hertzog.

### Présidence de la République
Arrivé au pouvoir dans un contexte où les classes ouvrières et populaires se rebellent de manière de plus en plus constante contre le pouvoir oligarchique en place, le style plus combattif d'Urriolagoitía aurait été préféré par son parti pour faire face à la situation sociale en cours à celui de son prédécesseur, à qui on aurait suggéré de démissionner[réf. nécessaire].
L'expérience l'a d'ailleurs prouvé, alors qu'en tant que président intérimaire, il ordonne la mise en arrestation de dirigeants miniers, suscitant ainsi la colère des travailleurs qui répliquent en capturant deux travailleurs étrangers, qu'ils finissent par assassiner. Urriolagoitía ordonne l'attaque militaire du camp de miniers, qui fait environ 200 morts,.
Sa présidence continue dans la même veine, il impose des politiques dures, qualifiées d'extrême droite par ses opposants politiques. Nombre d'entre eux sont contraints à l'exil ou voient leur véhicule politique unilatéralement interdit. Dans le domaine du travail, il gèle les salaires des ouvriers, réajuste ceux des travailleurs de l'administration publique de 30 % et met fin à la fermeture des usines. En réaction aux mesures imposées, des mouvements de contestation se multipliaient dans tout le pays.
Ce contexte difficile laisse profiler un désir de changement aux rênes du pays. En effet, l'élection présidentielle du 6 mai 1951 est finalement remportée par Víctor Paz Estenssoro, candidat du Mouvement nationaliste révolutionnaire, un parti réformiste de gauche voulant modifier plusieurs pans de la vie politique, sociale et économique bolivienne. Urriolagoitía ne reconnaît pas les résultats de l'élection et organise un auto-coup d'État visant à suspendre la gouvernance démocratique et céder le pouvoir aux forces militaires du pays, opération communément appelée El Mamertazo. Le général Hugo Ballivián Rojas prend donc le pouvoir laissé vacant par son prédécesseur, le 16 mai 1951.
En contrepartie, le gouvernement Urriolagoitía réalise en 1950 l'exercice de compléter un recensement de la population bolivienne, soit le premier depuis 50 ans.

### Après la politique
Après son départ de la politique, Urriolagoitía se retire de la vie publique. Il meurt le 4 juin 1974 à Sucre, sa ville de naissance.